# 科米比 (密西西比州)
科米比（英語：Comeby）是位於美國密西西比州蘭金縣的鬼鎮。

## 歷史
科米比的郵局於1903年設立，其後於1918年停運。

## 地理
科米比所處的海拔為高於海平面122米（即400英呎），而該地所採用的時區為UTC-6，即北美中部時區（CST）。同時該地設有夏令時間，為UTC-6調快一小時，即UTC-5（CDT）。